# Medicine Lodge
Medicine Lodge is een plaats (city) in de Amerikaanse staat Kansas, en valt bestuurlijk gezien onder Barber County.

## Demografie
Bij de volkstelling in 2000 werd het aantal inwoners vastgesteld op 2193.
In 2006 is het aantal inwoners door het United States Census Bureau geschat op 2036, een daling van 157 (-7,2%).

## Geografie
Volgens het United States Census Bureau beslaat de plaats een oppervlakte van
3,1 km², geheel bestaande uit land. Medicine Lodge ligt op ongeveer 456 m boven zeeniveau.

## Plaatsen in de nabije omgeving
De onderstaande figuur toont nabijgelegen plaatsen in een straal van 28 km rond Medicine Lodge.